# Marijam Agischewa
Marijam Agischewa (Hangzhou, 22 décembre 1958), née Melan Schwarz, est une actrice allemande.

## Filmographie

### Cinéma
- 1987 : Johann Strauss, le roi sans couronne (Johann Strauß – Der König ohne Krone)

### Télévision
- 1981 - 2004 : Polizeiruf 110
- 2003 - 2018 : En toute amitié (In aller Freundschaft)
- 2009 : Le Tourbillon de l'amour
- 2010 : Petits mensonges en famille